# Paragonimus macrorchis
Paragonimus macrorchis är en plattmaskart. Paragonimus macrorchis ingår i släktet Paragonimus och familjen Paragonimidae. Inga underarter finns listade i Catalogue of Life.